# Пелагий II
Пелагий II (лат. Pelagius PP. II; ? — 7 февраля 590) — папа римский с 26 ноября 579 года по 7 февраля 590 года.

## Биография

### Понтификат
Пелагий II происходил из семьи осевших в Риме остготов. Сын Винигильда.
Он сменил папу Бенедикта во время, когда лангобарды осадили Рим, и его интронизация была отложена в расчёте, чтобы его избрание было подтверждено императором. Однако осада оказались настолько эффективной, что новый папа смог принять посла из Константинополя с признанием результатов выборов лишь 26 ноября, через четыре месяца после избрания.
После уплаты высокой дани золотом лангобарды оставили предместья Рима и отступили через реку Лири, но перед этим разрушили аббатство Монтекассино, чьи монахи бежали в Рим. Пелагий немедленно отправил посольство в Константинополь (одним из послов почти наверняка был диакон Григорий, будущий папа Григорий I), чтобы объяснить обстоятельства его избрания и попросить помощи в борьбе с варварами. Диаконам было поручено не покидать императорский дворец ни днём, ни ночью, пока не получат ответа. Император уверил послов в том, что поможет Риму. Одновременно Пелагий посылал императору письмо за письмом, призывая его к большим усилиям в борьбе с лангобардами.
Но просьбы не были услышаны. Император Маврикий лишь через несколько лет, примерно в 584 году, отправил своего представителя, даровав ему должность экзарха Равенны с гражданской и военной властью над всем полуостровом. Но, как выяснилось, экзарх не имел должной военной силы, и папа и император обратились к франкам.
В начале своего понтификата (октябрь 580 или 581 года) Пелагий писал Авнарию, епископу Осера, пользовавшемуся уважением франкских королей, умоляя его доказать своё рвение и призвать франкских королей прийти на помощь Риму: «Мы считаем, что тот факт, что франки исповедуют истинную веру, был определён законом Божественного Провидения; как это делали римские императоры, так что они могли бы помочь городу и дать ему второе рождение».
Призывы папы (или политические шаги императора) заставили франков вмешаться в войну в Италии и выступить против лангобардов, но их рвение в деле защиты веры и Рима вскоре сошло на нет, и они покинули полуостров.
Пелагий также просил нового экзарха Равенны Деция (584) помочь Риму, но ему ответили, что экзарх даже не в состоянии защитить свои земли, не говоря уже о Риме.
Потерпев неудачу в попытке получить помощь от Равенны, Пелагий направил новое посольство в Константинополь и призвал диакона Григория сделать всё возможное, чтобы добиться помощи императора: «Здесь мы находимся в такой беде, что если Бог не тронет императора и не заставит его отправить полководца с армией, мы падём на милость наших врагов, Рим практически без защиты; и хозяин этих отвратительных людей овладеет землями империи».
Хотя императорская военная помощь не прибыла в Рим, экзарх смог заключить перемирие с лангобардами. Воспользовавшись этой «тишиной и покоем», Пелагий возобновил усилия своего предшественника Пелагия I положить конец расколу, произошедшему в Италии по поводу «Трёх глав». В одном из писем к епископам он указал, что вера, положения которой были установлены Халкидонским собором, должна остаться неизменной, и призвал епископов сплотиться вокруг единой Церкви. Слова папы не произвели никакого влияния на раскольников, раскол продолжался ещё около двух сотен лет.
Пелагий был сторонником целибата. Он учредил первый в Риме бенедиктинский монастырь и восстановил церковь Сан-Лоренцо-фуори-ле-Мура. Папа спорил с Константинопольским патриархатом за право руководить испанскими епархиями.

### Смерть
Ситуация в Риме оставалась драматичной: в 589 году Тибр вышел из берегов и вызвал обширное наводнение. В следующем году город стал жертвой эпидемии чумы (lues inguinaria), пришедшей из Египта. Жертвой чумы стал и Пелагий II, который умер 7 февраля 590 года и был похоронен в базилике Святого Петра.